# Boku no hatsukoi o kimi ni sasagu
Boku no hatsukoi o kimi ni sasagu (僕の初恋をキミに捧ぐ? lett. "Do a te il mio primo amore") è un film del 2009 diretto da Takehiko Shinjo.
Il soggetto è basato sul manga dallo stesso titolo creato da Kotomi Aoki.                                                                                                          
La storia ruota attorno a Takuma, un ragazzo a cui vien detto che morirà per un male incurabile prima del compimento dei 20 anni, e a Mayu, una ragazza che si trova ad esser innamorata di lui.

## Trama
Fin da quando erano bambini, Mayu e Takuma si giurarono amicizia eterna. Ma il ragazzo si trova a dover convivere con una malattia cardiaca congenita; nonostante questa sua condizione d'invalidità l'amicizia con Mayu via via col tempo cresce ed evolve in amore.
Il tempo passa, frequentano la stessa scuola, ma il loro sentimento reciproco rimane invariato, sempre fortissimo in entrambi dentro di sé. Il padre di lei, ch'è anche suo medico curante, si trova costretto a rivelargli che a causa di ciò non potrà giunger all'età di 20 anni: il ragazzo allora, venuto a conoscenza d'aver i giorni contati, non potendo sopportare di veder Mayu soffrir a causa del proprio male, cerca d'allontanarla da sé, occultando i suoi sentimenti nei confronti di lei. Giura con se stesso che terminato il liceo se ne andrà via lontano, senza dirle nulla.
Decide di frequentare un college privato, sapendo che la ragazza non avrà la possibilità di seguirlo. Ma Mayu riesce ad essere ammessa, difatti si è classifica prima agli esami d'ammissione. Davanti a questa dimostrazione d'amore incondizionato Takuma non se la sente di tenerla ancora a distanza, tanto che in tutta la scuola vengono additati come fidanzati ufficiali. Si verrà ad intrometter poi Kou, che s'è innamorato di lei e le chiede di diventar la sua ragazza; Mayu com'è del tutto prevedibile rifiuta la proposta.
Nel frattempo Takuma incontra Teru, sua vecchia amica ed ex compagna di scuola: Mayu si dimostrerà gelosa del tempo dedicato all'amica e rubato a lei. Kou, saputa della condizione di salute precaria di Takuma, gli va a dire che dovrebbe lasciar Mayu a lui, così da risparmiargli ulteriore ed inutile dolore. Mayu e Takuma giungono anche ad una temporanea rottura a causa d'un bacio che Takuma concede all'amica di sempre (voleva assaporar la felicità di baciar un ragazzo che amava): il giorno dopo Teru viene trovata morta.
Takuma e Kou decidono di sfidarsi ad una gara di corsa, i 100m di velocità, con la promessa che il perdente si sarebbe fatto da parte con Mayu: Kou accetta la sfida, ma Takuma riesce nonostante il suo male a vincere. Il giorno seguente, mentre Mayu e Takuma si trovano assieme per un appuntamento romantico, Kou viene coinvolto tragicamente in un incidente stradale. Takuma viene informato ch'è stato trovato un donatore idoneo.
Mayu verrà a sapere che il cuore che sta per esser trapiantato a Takuma, e che gli permetterà insperatamente di sopravvivere ben oltre il tempo che aveva sempre creduto fosse a lui destinato, non è altro che quello di Kou, ricoverato nello stesso ospedale ma oramai in condizione di morte cerebrale: cerca a questo punto di tener nascosta a tutti i costi la verità a Takuma. Tuttavia il ragazzo viene a conoscenza del fatto ed a questo punto rifiuta il trapianto. Si sente irrimediabilmente in colpa per la morte di Kou.
Nello stesso tempo i genitori di Kou sembran accorgersi d'un impercettibile movimento delle palpebre del figlio, e ritrattano la concessione di donar gli organi: credono che si possa sempre verificar un miracolo e che in questo caso i medici abbian commesso un errore. Mayu li pregherà ripetutamente di ripensarci ma senza alcun esito. Dopo qualche tempo, Takuma ha un grave attacco di cuore e viene ricoverato d'urgenza; i medici non gli concedono più molte speranze.
A questo punto Takuma fa un sogno: è miracolosamente guarito e può così finalmente sposare la sua amatissima Mayu e portarla in luna di miele in giro per il mondo. La realtà è però sempre peggiore della fantasia e, a seguito d'un ennesimo attacco Takuma muore: Mayu trova una lettera a lei indirizzata da parte del ragazzo, gli ha lasciato scritto di cercar sempre d'esser felice anche quando lui non ci sarà più. Il film termina con Mayu che prende l'urna contenente le ceneri di Takuma, le porta al santuario e fa celebrare con esse il suo matrimonio, compiendo così la promessa che s'erano fatti quando avevano appena otto anni; che si sarebbero cioè sposati prima d'aver compiuto vent'anni.